# Serie B 2023-2024 (calcio a 5)
La Serie B 2023-2024 è stata la 34ª edizione del campionato nazionale di calcio a 5, la prima come campionato di quarto livello a seguito della riforma dei campionati. La stagione regolare è iniziata il 14 ottobre 2023 e si è conclusa il 13 aprile 2024, prolungandosi fino al 2 giugno 2024 con la disputa dei play-off.

## Regolamento
La stagione 2023-24 è segnata dall'entrata a regime della riforma dei campionati che vede l'introduzione della Serie A2 Élite come nuovo secondo livello della piramide sportiva del campionato italiano di calcio a 5. Le 95 squadre sono divise in 8 gironi, di cui 1 da 11 e 7 da 12 squadre. Verranno promosse in Serie A2 un totale di 10 squadre: le prime classificate di ogni girone e le 2 società vincenti il play-off promozione a cui parteciperanno le società classificatesi dal 2º al 5º posto in ogni raggruppamento. La retrocessione ai campionati regionali riguarderà 25 squadre, ovvero le ultime, le penultime e le terzultime classificate di ogni girone (eccetto il girone A, in cui retrocederanno solo l'ultima e la penultima) e le due società perdenti il playout, a cui parteciperanno la terzultima del girone A e le quartultime degli altri gironi. Nelle gare ufficiali è fatto obbligo di inserire in distinta giocatori formati in Italia, ed è concesso alle squadre di ingaggiare e inserire in lista al massimo un giocatore non formato in Italia per ogni partita.

### Criteri in caso di arrivo a pari punti
In caso di parità di punteggio fra due o più squadre al termine di un campionato, si procede alla compilazione:
- a) dei punti conseguiti negli incontri diretti;
- b) a parità di punti, della differenza tra le reti segnate e quelle subite negli stessi incontri;
- c) della differenza fra reti segnate e subite negli incontri diretti fra le squadre interessate;
- d) della differenza fra reti segnate e subite al termine della Stagione Regolare;
- e) del maggior numero di reti segnate al termine della Stagione Regolare;
- f) del minor numero di reti subite al termine della Stagione Regolare;
- g) del maggior numero di vittorie realizzate al termine della Stagione Regolare;
- h) del minor numero di sconfitte subite al termine della Stagione Regolare;
- i) del maggior numero di vittorie esterne al termine della Stagione Regolare;
- j) del minor numero di sconfitte interne al termine della Stagione Regolare;
- k) del sorteggio.

## Girone A

### Squadre partecipanti
Il girone A comprende 5 squadre lombarde, 3 sarde e altrettante piemontesi.

### Classifica
|  | Pos. | Squadra        | Pt | G  | V  | N | P  | GF | GS  | DR  |
|  | ---- | -------------- | -- | -- | -- | - | -- | -- | --- | --- |
|  | 1.   | VDL Fiano Plus | 42 | 20 | 13 | 3 | 4  | 95 | 61  | +34 |
|  | 2.   | Energy Saving  | 42 | 20 | 13 | 3 | 4  | 82 | 55  | +27 |
|  | 3.   | Domus Bresso   | 36 | 20 | 10 | 6 | 4  | 79 | 63  | +16 |
|  | 4.   | Cardano '91    | 33 | 20 | 10 | 3 | 7  | 84 | 67  | +17 |
|  | 5.   | VareseLaveno   | 31 | 20 | 9  | 4 | 7  | 75 | 68  | +7  |
|  | 6.   | Real Five Rho  | 29 | 20 | 8  | 5 | 7  | 89 | 85  | +4  |
|  | 7.   | Fucsia Nizza   | 28 | 20 | 7  | 7 | 6  | 84 | 72  | +12 |
|  | 8.   | Cagliari       | 26 | 20 | 7  | 5 | 8  | 58 | 61  | -3  |
|  | 9.   | Castellamonte  | 15 | 20 | 4  | 3 | 13 | 65 | 94  | -29 |
|  | 10.  | C'è Chi Ciak   | 13 | 20 | 3  | 4 | 13 | 65 | 110 | -45 |
|  | 11.  | Alghero        | 12 | 20 | 3  | 3 | 14 | 56 | 96  | -40 |

### Verdetti
- VDL Fiano Plus promosso in Serie A2 2024-2025.
- Alghero e C'è Chi Ciak e, dopo i play-out, Castellamonte retrocessi rispettivamente nelle Serie C1 di Sardegna (2) e Piemonte.

## Girone B

### Squadre partecipanti
Il girone B comprende 7 squadre venete, 2 provenienti dal Friuli Venezia Giulia, altrettante provenienti dal Trentino-Alto Adige e 1 sarda.

### Classifica
|  | Pos. | Squadra        | Pt | G  | V  | N | P  | GF  | GS  | DR  |
|  | ---- | -------------- | -- | -- | -- | - | -- | --- | --- | --- |
|  | 1.   | Compagnia Malo | 47 | 22 | 14 | 5 | 3  | 90  | 59  | +31 |
|  | 2.   | Atesina        | 47 | 22 | 14 | 5 | 3  | 98  | 52  | +46 |
|  | 3.   | Bissuola       | 46 | 22 | 15 | 1 | 6  | 85  | 50  | +35 |
|  | 4.   | Giorgione      | 44 | 22 | 14 | 2 | 6  | 98  | 54  | +44 |
|  | 5.   | Isola 5        | 37 | 22 | 11 | 4 | 7  | 101 | 93  | +8  |
|  | 6.   | Team Giorgione | 36 | 22 | 11 | 3 | 8  | 78  | 73  | +5  |
|  | 7.   | Bubi Merano    | 29 | 22 | 8  | 5 | 9  | 82  | 83  | -1  |
|  | 8.   | Padova         | 23 | 22 | 6  | 5 | 11 | 83  | 94  | -11 |
|  | 9.   | Monastir       | 22 | 22 | 7  | 1 | 14 | 73  | 96  | -23 |
|  | 10.  | Manzano        | 21 | 22 | 6  | 3 | 13 | 54  | 92  | -38 |
|  | 11.  | Naonis         | 14 | 22 | 4  | 2 | 16 | 55  | 97  | -42 |
|  | 12.  | Vicinalis      | 11 | 22 | 3  | 2 | 17 | 59  | 113 | -54 |

### Verdetti
- Compagnia Malo promossa in Serie A2 2024-2025.
- Vicinalis, Naonis e Manzano retrocessi rispettivamente nelle Serie C1 di Veneto (1) e Friuli-Venezia Giulia (2).

## Girone C

### Squadre partecipanti
Il girone C comprende 7 squadre toscane, 4 provenienti dall’Emilia-Romagna e 1 ligure.

### Classifica
|  | Pos. | Squadra            | Pt | G  | V  | N | P  | GF  | GS  | DR  |
|  | ---- | ------------------ | -- | -- | -- | - | -- | --- | --- | --- |
|  | 1.   | Futsal Pontedera   | 48 | 22 | 15 | 3 | 4  | 84  | 54  | +30 |
|  | 2.   | Futsal Prato       | 41 | 22 | 11 | 8 | 3  | 97  | 65  | +32 |
|  | 3.   | Boca Livorno       | 41 | 22 | 12 | 5 | 5  | 105 | 76  | +29 |
|  | 4.   | Mattagnanese BSL   | 40 | 22 | 11 | 7 | 4  | 82  | 68  | +14 |
|  | 5.   | Real Casalgrandese | 36 | 22 | 11 | 3 | 8  | 77  | 75  | +2  |
|  | 6.   | Bagnolo            | 35 | 22 | 11 | 2 | 9  | 106 | 90  | +16 |
|  | 7.   | Sangiovannese      | 32 | 22 | 10 | 2 | 10 | 102 | 102 | 0   |
|  | 8.   | Balça Poggese      | 30 | 22 | 9  | 3 | 10 | 92  | 85  | +7  |
|  | 9.   | Arpi Nova          | 25 | 22 | 7  | 4 | 11 | 88  | 97  | -9  |
|  | 10.  | Vigor Fucecchio    | 19 | 22 | 5  | 4 | 13 | 79  | 114 | -35 |
|  | 11.  | Levante Futsal     | 15 | 22 | 4  | 3 | 15 | 64  | 112 | -48 |
|  | 12.  | Sant'Agata Futsal  | 11 | 22 | 3  | 2 | 17 | 63  | 101 | -38 |

### Verdetti
- Futsal Pontedera promosso in Serie A2 2024-2025.
- Vigor Fucecchio, Levante Futsal e Sant'Agata Futsal retrocessi rispettivamente nelle Serie C1 di Toscana, Liguria ed Emilia-Romagna.

## Girone D

### Squadre partecipanti
Il girone D comprende 8 squadre marchigiane, 2 umbre e 2 laziali.

### Classifica
|  | Pos. | Squadra              | Pt | G  | V  | N | P  | GF  | GS  | DR  |
|  | ---- | -------------------- | -- | -- | -- | - | -- | --- | --- | --- |
|  | 1.   | Audax 1970 S. Angelo | 48 | 22 | 15 | 3 | 4  | 113 | 69  | +44 |
|  | 2.   | Grifoni              | 47 | 22 | 15 | 2 | 5  | 105 | 64  | +41 |
|  | 3.   | CUS Ancona           | 35 | 22 | 11 | 2 | 9  | 105 | 83  | +22 |
|  | 4.   | Real Rieti           | 34 | 22 | 10 | 4 | 8  | 78  | 69  | +9  |
|  | 5.   | Recanati             | 34 | 22 | 10 | 4 | 8  | 87  | 91  | -4  |
|  | 6.   | Spes PF              | 32 | 22 | 10 | 2 | 10 | 112 | 106 | +6  |
|  | 7.   | Eta Beta             | 32 | 22 | 9  | 5 | 8  | 90  | 89  | +1  |
|  | 8.   | Corinaldo            | 31 | 22 | 9  | 4 | 9  | 100 | 94  | +6  |
|  | 9.   | CUS Macerata         | 26 | 22 | 8  | 2 | 12 | 86  | 130 | -44 |
|  | 10.  | Cerreto d'Esi        | 24 | 22 | 8  | 0 | 14 | 97  | 112 | -15 |
|  | 11.  | Gadtch 2000          | 18 | 22 | 5  | 3 | 14 | 84  | 111 | -27 |
|  | 12.  | Sangiorgese          | 18 | 22 | 5  | 3 | 14 | 78  | 117 | -39 |

### Verdetti
- Audax 1970 S. Angelo promosso in Serie A2 2024-2025.
- Cerreto d'Esi, Gadtch 2000 e Sangiorgese retrocessi rispettivamente nelle Serie C1 di Marche (Cerreto d'Esi e Sangiorgese) e Umbria.

## Girone E

### Squadre partecipanti
Il girone E comprende 8 squadre laziali e 4 sarde.

### Classifica
|  | Pos. | Squadra                | Pt | G  | V  | N | P  | GF  | GS  | DR  |
|  | ---- | ---------------------- | -- | -- | -- | - | -- | --- | --- | --- |
|  | 1.   | Velletri               | 47 | 22 | 15 | 2 | 5  | 101 | 65  | +36 |
|  | 2.   | Real Ciampino          | 47 | 22 | 15 | 2 | 5  | 109 | 70  | +39 |
|  | 3.   | Atletico Grande Impero | 43 | 22 | 13 | 4 | 5  | 81  | 54  | +27 |
|  | 4.   | Conit Cisterna         | 39 | 22 | 12 | 3 | 7  | 94  | 72  | +22 |
|  | 5.   | Cures                  | 38 | 22 | 11 | 5 | 6  | 92  | 59  | +33 |
|  | 6.   | Jasnagora              | 38 | 22 | 11 | 5 | 6  | 82  | 60  | +22 |
|  | 7.   | Club Sport Roma        | 36 | 22 | 11 | 3 | 8  | 92  | 70  | +22 |
|  | 8.   | Mirafin                | 31 | 22 | 8  | 7 | 7  | 68  | 64  | +4  |
|  | 9.   | United Pomezia         | 26 | 22 | 7  | 5 | 10 | 90  | 91  | -1  |
|  | 10.  | Elmas                  | 20 | 22 | 6  | 2 | 14 | 69  | 106 | -37 |
|  | 11.  | Città di Cagliari      | 6  | 22 | 1  | 3 | 18 | 45  | 117 | -72 |
|  | 12.  | Domus Chia             | 3  | 22 | 1  | 1 | 20 | 40  | 135 | -95 |

### Verdetti
- Velletri promosso in Serie A2 2024-2025.
- Domus Chia, Città di Cagliari ed Elmas retrocessi nella Serie C1 della Sardegna.

## Girone F

### Squadre partecipanti
Il girone F comprende 7 squadre campane, 2 laziali, 2 abruzzesi e 1 molisana.

### Classifica
|  | Pos. | Squadra                 | Pt | G  | V  | N | P  | GF | GS  | DR  |
|  | ---- | ----------------------- | -- | -- | -- | - | -- | -- | --- | --- |
|  | 1.   | Junior Domitia          | 51 | 22 | 16 | 3 | 3  | 98 | 57  | +41 |
|  | 2.   | Sulmona                 | 47 | 22 | 14 | 5 | 3  | 95 | 63  | +32 |
|  | 3.   | Mama Futsal San Marzano | 41 | 22 | 12 | 5 | 5  | 91 | 66  | +25 |
|  | 4.   | Casagiove               | 38 | 22 | 11 | 5 | 6  | 86 | 67  | +19 |
|  | 5.   | Terzigno                | 37 | 22 | 12 | 1 | 9  | 89 | 65  | +24 |
|  | 6.   | Virtus Libera Forio     | 34 | 22 | 10 | 4 | 8  | 72 | 62  | +10 |
|  | 7.   | Dalia Management        | 27 | 22 | 8  | 3 | 11 | 59 | 73  | -14 |
|  | 8.   | Città di Chieti         | 23 | 22 | 6  | 5 | 11 | 68 | 85  | -17 |
|  | 9.   | Leoni Acerra            | 22 | 22 | 7  | 3 | 12 | 84 | 109 | -25 |
|  | 10.  | Forte Colleferro        | 21 | 22 | 6  | 3 | 13 | 60 | 84  | -24 |
|  | 11.  | Latina Sport Academy    | 20 | 22 | 6  | 2 | 14 | 51 | 77  | -26 |
|  | 12.  | Sporting Campobasso     | 12 | 22 | 3  | 3 | 16 | 59 | 104 | -45 |

### Verdetti
- Junior Domitia promossa in Serie A2 2024-2025.
- Sporting Campobasso, Latina Sport Academy e Forte Colleferro retrocessi rispettivamente nelle Serie C1 di Molise (1) e Lazio (2).

## Girone G

### Squadre partecipanti
Il girone G comprende 5 squadre pugliesi, 4 lucane e 3 calabresi.

### Classifica
|  | Pos. | Squadra          | Pt | G  | V  | N | P  | GF  | GS  | DR   |
|  | ---- | ---------------- | -- | -- | -- | - | -- | --- | --- | ---- |
|  | 1.   | Città di Acri    | 52 | 22 | 17 | 1 | 4  | 107 | 67  | +40  |
|  | 2.   | Diaz Bisceglie   | 44 | 22 | 13 | 5 | 4  | 78  | 55  | +23  |
|  | 3.   | Castellana       | 42 | 22 | 13 | 3 | 6  | 88  | 61  | +27  |
|  | 4.   | Alta Futsal      | 41 | 22 | 12 | 5 | 5  | 79  | 57  | +22  |
|  | 5.   | Bernalda         | 37 | 22 | 12 | 1 | 9  | 93  | 63  | +30  |
|  | 6.   | Senise           | 36 | 22 | 11 | 3 | 8  | 109 | 95  | +14  |
|  | 7.   | Latiano          | 35 | 22 | 11 | 2 | 9  | 97  | 75  | +22  |
|  | 8.   | Potenza          | 32 | 22 | 10 | 2 | 10 | 93  | 90  | +3   |
|  | 9.   | Futsal Noci 2019 | 26 | 22 | 8  | 2 | 12 | 91  | 103 | -12  |
|  | 10.  | Casali del Manco | 23 | 22 | 7  | 2 | 13 | 63  | 89  | -26  |
|  | 11.  | Mirto            | 13 | 22 | 4  | 1 | 17 | 85  | 128 | -43  |
|  | 12.  | Essedi Maschito  | 1  | 22 | 0  | 1 | 21 | 38  | 138 | -100 |

### Verdetti
- Città di Acri promosso in Serie A2 2024-2025.
- Essedi Maschito, Mirto, Casali del Manco e, dopo i play-out, Futsal Noci 2019 retrocessi rispettivamente nelle Serie C1 di Basilicata (1), Calabria (2) e Puglia (1).

## Girone H

### Squadre partecipanti
Il girone H comprende 9 squadre siciliane e 3 calabresi.

### Classifica
|  | Pos. | Squadra           | Pt | G  | V  | N | P  | GF  | GS  | DR  |
|  | ---- | ----------------- | -- | -- | -- | - | -- | --- | --- | --- |
|  | 1.   | Futsal Mazara     | 49 | 22 | 14 | 7 | 1  | 92  | 60  | +32 |
|  | 2.   | Mistral Carini    | 45 | 22 | 15 | 0 | 7  | 121 | 68  | +53 |
|  | 3.   | Soverato Futsal   | 41 | 22 | 13 | 2 | 7  | 106 | 84  | +22 |
|  | 4.   | Marsala Futsal    | 41 | 22 | 12 | 5 | 5  | 92  | 70  | +22 |
|  | 5.   | Blingink Soverato | 35 | 22 | 11 | 2 | 9  | 86  | 78  | +8  |
|  | 6.   | Barcellona Futsal | 35 | 22 | 11 | 2 | 9  | 79  | 73  | +6  |
|  | 7.   | Arcobaleno Ispica | 32 | 22 | 9  | 5 | 8  | 55  | 58  | -3  |
|  | 8.   | Acireale          | 29 | 22 | 9  | 2 | 11 | 71  | 76  | -5  |
|  | 9.   | Villaurea         | 28 | 22 | 8  | 4 | 10 | 73  | 78  | -5  |
|  | 10.  | Adrano            | 27 | 22 | 8  | 3 | 11 | 93  | 88  | +5  |
|  | 11.  | Bovalino          | 11 | 22 | 3  | 2 | 17 | 46  | 125 | -79 |
|  | 12.  | Gela              | 5  | 22 | 1  | 2 | 19 | 45  | 101 | -56 |

### Verdetti
- Futsal Mazara promosso in Serie A2 2024-2025.
- Gela, Bovalino e Adrano retrocessi rispettivamente nelle Serie C1 di Sicilia (Gela e Adrano) e Calabria.

## Play-off
Per decretare le due ulteriori promozioni in Serie A2 si procederà allo svolgimento dei play-off. Ai play-off sono qualificate tutte le squadre giunte dalla seconda alla quinta posizione di ciascun girone. I play-off sono articolati in quattro turni a eliminazione diretta; i primi due, disputati tra le società del medesimo girone, sono organizzati in incontri di andata e ritorno, con ritorno giocato in casa della società meglio classificata al termine della stagione regolare. In caso di parità al termine degli incontri dei primi due turni verranno giocati due tempi supplementari. In caso di ulteriore parità al termine dei supplementari verrà dichiarata vincitrice la squadra meglio classificata in stagione regolare. Il terzo turno prevede incontri di andata e ritorno, con la squadra che disputerà il primo incontro in casa determinata tramite sorteggio. In caso di parità nel risultato complessivo, si svolgeranno due tempi supplementari ed eventualmente i tiri di rigore. Le 4 società vincenti il III turno saranno qualificate alla finali, le cui vincitrici saranno promosse: in caso di parità al termine dei tempi regolamentari si svolgeranno tempi supplementari ed eventualmente i tiri di rigore.

### Squadre qualificate
| Girone A | Girone A      | Girone B | Girone B  | Girone C | Girone C           | Girone D | Girone D   | Girone E | Girone E               | Girone F | Girone F                | Girone G | Girone G       | Girone H | Girone H          |
| 2        | Energy Saving | 2        | Atesina   | 2        | Futsal Prato       | 2        | Grifoni    | 2        | Real Ciampino          | 2        | Sulmona                 | 2        | Diaz Bisceglie | 2        | Mistral Carini    |
| 3        | Domus Bresso  | 3        | Bissuola  | 3        | Boca Livorno       | 3        | CUS Ancona | 3        | Atletico Grande Impero | 3        | Mama Futsal San Marzano | 3        | Castellana     | 3        | Soverato Futsal   |
| 4        | Cardano '91   | 4        | Giorgione | 4        | Mattagnanese BSL   | 4        | Real Rieti | 4        | Conit Cisterna         | 4        | Casagiove               | 4        | Alta Futsal    | 4        | Marsala Futsal    |
| 5        | VareseLaveno  | 5        | Isola 5   | 5        | Real Casalgrandese | 5        | Recanati   | 5        | Cures                  | 5        | Terzigno                | 5        | Bernalda       | 5        | Blingink Soverato |

### Tabellone A-B-C-D
|  | Ottavi di finale   | Ottavi di finale | Ottavi di finale | Ottavi di finale |    |               | Quarti di finale | Quarti di finale | Quarti di finale | Quarti di finale |  |              | Semifinali | Semifinali | Semifinali | Semifinali |           |   | Finale | Finale |
|  |                    |                  |                  |                  |    |               |                  |                  |                  |                  |  |              |            |            |            |            |           |   |        |        |
|  | Energy Saving      | 2                | 5                | 7                |    |               |                  |                  |                  |                  |  |              |            |            |            |            |           |   |        |        |
|  | VareseLaveno (dts) | 3                | 5                | 8                |    |               |                  |                  |                  |                  |  |              |            |            |            |            |           |   |        |        |
|  | VareseLaveno (dts) | 3                | 5                | 8                |    | VareseLaveno  | 1                | 4                | 5                |                  |  |              |            |            |            |            |           |   |        |        |
|  |                    |                  |                  |                  |    | VareseLaveno  | 1                | 4                | 5                |                  |  |              |            |            |            |            |           |   |        |        |
|  |                    | Cardano '91      | 3                | 6                | 9  |               |                  |                  |                  |                  |  |              |            |            |            |            |           |   |        |        |
|  | Domus Bresso       | Cardano '91      | 3                | 6                | 9  | 3             | 4                | 7                |                  |                  |  |              |            |            |            |            |           |   |        |        |
|  | Domus Bresso       |                  |                  |                  |    | 3             | 4                | 7                |                  |                  |  |              |            |            |            |            |           |   |        |        |
|  | Cardano '91 (dts)  | 4                | 5                | 9                |    |               |                  |                  |                  |                  |  |              |            |            |            |            |           |   |        |        |
|  | Cardano '91 (dts)  | 4                | 5                | 9                |    |               |                  |                  |                  |                  |  | Cardano '91  | 2          | 1          | 3          |            |           |   |        |        |
|  |                    |                  |                  |                  |    |               |                  |                  |                  |                  |  | Cardano '91  | 2          | 1          | 3          |            |           |   |        |        |
|  |                    | Giorgione        | 1                | 4                | 5  |               |                  |                  |                  |                  |  |              |            |            |            |            |           |   |        |        |
|  | Atesina            | Giorgione        | 1                | 4                | 5  | 2             | 3                | 5                |                  |                  |  |              |            |            |            |            |           |   |        |        |
|  | Atesina            |                  |                  |                  |    | 2             | 3                | 5                |                  |                  |  |              |            |            |            |            |           |   |        |        |
|  | Isola 5 (dts)      | 4                | 3                | 7                |    |               |                  |                  |                  |                  |  |              |            |            |            |            |           |   |        |        |
|  | Isola 5 (dts)      | 4                | 3                | 7                |    | Isola 5       | 3                | 3                | 6                |                  |  |              |            |            |            |            |           |   |        |        |
|  |                    |                  |                  |                  |    | Isola 5       | 3                | 3                | 6                |                  |  |              |            |            |            |            |           |   |        |        |
|  |                    | Giorgione        | 9                | 8                | 17 |               |                  |                  |                  |                  |  |              |            |            |            |            |           |   |        |        |
|  | Bissuola           | Giorgione        | 9                | 8                | 17 | 0             | 3                | 3                |                  |                  |  |              |            |            |            |            |           |   |        |        |
|  | Bissuola           |                  |                  |                  |    | 0             | 3                | 3                |                  |                  |  |              |            |            |            |            |           |   |        |        |
|  | Giorgione          | 6                | 2                | 8                |    |               |                  |                  |                  |                  |  |              |            |            |            |            |           |   |        |        |
|  | Giorgione          | 6                | 2                | 8                |    |               |                  |                  |                  |                  |  |              |            |            |            |            | Giorgione | 2 |        |        |
|  |                    |                  |                  |                  |    |               |                  |                  |                  |                  |  |              |            |            |            |            |           | 2 |        |        |
|  |                    | Grifoni          | 4                |                  |    |               |                  |                  |                  |                  |  |              |            |            |            |            |           |   |        |        |
|  | Futsal Prato       | Grifoni          | 4                | 4                | 3  | 7             |                  |                  |                  |                  |  |              |            |            |            |            |           |   |        |        |
|  | Futsal Prato       |                  |                  | 4                | 3  | 7             |                  |                  |                  |                  |  |              |            |            |            |            |           |   |        |        |
|  | Real Casalgrandese | 2                | 1                | 3                |    |               |                  |                  |                  |                  |  |              |            |            |            |            |           |   |        |        |
|  | Real Casalgrandese | 2                | 1                | 3                |    | Futsal Prato  | 3                | 5                | 8                |                  |  |              |            |            |            |            |           |   |        |        |
|  |                    |                  |                  |                  |    | Futsal Prato  | 3                | 5                | 8                |                  |  |              |            |            |            |            |           |   |        |        |
|  |                    | Boca Livorno     | 3                | 3                | 6  |               |                  |                  |                  |                  |  |              |            |            |            |            |           |   |        |        |
|  | Boca Livorno       | Boca Livorno     | 3                | 3                | 6  | 1             | 9                | 10               |                  |                  |  |              |            |            |            |            |           |   |        |        |
|  | Boca Livorno       |                  |                  |                  |    | 1             | 9                | 10               |                  |                  |  |              |            |            |            |            |           |   |        |        |
|  | Mattagnanese BSL   | 3                | 6                | 9                |    |               |                  |                  |                  |                  |  |              |            |            |            |            |           |   |        |        |
|  | Mattagnanese BSL   | 3                | 6                | 9                |    |               |                  |                  |                  |                  |  | Futsal Prato | 2          | 2          | 4          |            |           |   |        |        |
|  |                    |                  |                  |                  |    |               |                  |                  |                  |                  |  | Futsal Prato | 2          | 2          | 4          |            |           |   |        |        |
|  |                    | Grifoni          | 1                | 4                | 5  |               |                  |                  |                  |                  |  |              |            |            |            |            |           |   |        |        |
|  | Grifoni            | Grifoni          | 1                | 4                | 5  | 4             | 6                | 10               |                  |                  |  |              |            |            |            |            |           |   |        |        |
|  | Grifoni            |                  |                  |                  |    | 4             | 6                | 10               |                  |                  |  |              |            |            |            |            |           |   |        |        |
|  | Recanati           | 2                | 3                | 5                |    |               |                  |                  |                  |                  |  |              |            |            |            |            |           |   |        |        |
|  | Recanati           | 2                | 3                | 5                |    | Grifoni (dts) | 2                | 4                | 6                |                  |  |              |            |            |            |            |           |   |        |        |
|  |                    |                  |                  |                  |    | Grifoni (dts) | 2                | 4                | 6                |                  |  |              |            |            |            |            |           |   |        |        |
|  |                    | CUS Ancona       | 4                | 2                | 6  |               |                  |                  |                  |                  |  |              |            |            |            |            |           |   |        |        |
|  | CUS Ancona         | CUS Ancona       | 4                | 2                | 6  | 3             | 7                | 10               |                  |                  |  |              |            |            |            |            |           |   |        |        |
|  | CUS Ancona         |                  |                  |                  |    | 3             | 7                | 10               |                  |                  |  |              |            |            |            |            |           |   |        |        |
|  | Real Rieti         | 4                | 4                | 8                |    |               |                  |                  |                  |                  |  |              |            |            |            |            |           |   |        |        |

### Tabellone E-F-G-H
|  | Ottavi di finale        | Ottavi di finale       | Ottavi di finale | Ottavi di finale |    |                   | Quarti di finale | Quarti di finale | Quarti di finale | Quarti di finale |  |            | Semifinali | Semifinali | Semifinali | Semifinali |         |   | Finale | Finale |
|  |                         |                        |                  |                  |    |                   |                  |                  |                  |                  |  |            |            |            |            |            |         |   |        |        |
|  | Real Ciampino           | 2                      | 4                | 6                |    |                   |                  |                  |                  |                  |  |            |            |            |            |            |         |   |        |        |
|  | Cures (dts)             | 5                      | 3                | 8                |    |                   |                  |                  |                  |                  |  |            |            |            |            |            |         |   |        |        |
|  | Cures (dts)             | 5                      | 3                | 8                |    | Cures             | 4                | 4                | 8                |                  |  |            |            |            |            |            |         |   |        |        |
|  |                         |                        |                  |                  |    | Cures             | 4                | 4                | 8                |                  |  |            |            |            |            |            |         |   |        |        |
|  |                         | Atletico Grande Impero | 4                | 2                | 6  |                   |                  |                  |                  |                  |  |            |            |            |            |            |         |   |        |        |
|  | Atletico Grande Impero  | Atletico Grande Impero | 4                | 2                | 6  | 5                 | 5                | 10               |                  |                  |  |            |            |            |            |            |         |   |        |        |
|  | Atletico Grande Impero  |                        |                  |                  |    | 5                 | 5                | 10               |                  |                  |  |            |            |            |            |            |         |   |        |        |
|  | Conit Cisterna          | 6                      | 1                | 7                |    |                   |                  |                  |                  |                  |  |            |            |            |            |            |         |   |        |        |
|  | Conit Cisterna          | 6                      | 1                | 7                |    |                   |                  |                  |                  |                  |  | Cures      | 2          | 5          | 7          |            |         |   |        |        |
|  |                         |                        |                  |                  |    |                   |                  |                  |                  |                  |  | Cures      | 2          | 5          | 7          |            |         |   |        |        |
|  |                         | Sulmona                | 6                | 3                | 9  |                   |                  |                  |                  |                  |  |            |            |            |            |            |         |   |        |        |
|  | Sulmona                 | Sulmona                | 6                | 3                | 9  | 3                 | 10               | 13               |                  |                  |  |            |            |            |            |            |         |   |        |        |
|  | Sulmona                 |                        |                  |                  |    | 3                 | 10               | 13               |                  |                  |  |            |            |            |            |            |         |   |        |        |
|  | Terzigno                | 4                      | 3                | 7                |    |                   |                  |                  |                  |                  |  |            |            |            |            |            |         |   |        |        |
|  | Terzigno                | 4                      | 3                | 7                |    | Sulmona           | 3                | 6                | 9                |                  |  |            |            |            |            |            |         |   |        |        |
|  |                         |                        |                  |                  |    | Sulmona           | 3                | 6                | 9                |                  |  |            |            |            |            |            |         |   |        |        |
|  |                         | Casagiove              | 4                | 1                | 5  |                   |                  |                  |                  |                  |  |            |            |            |            |            |         |   |        |        |
|  | Mama Futsal San Marzano | Casagiove              | 4                | 1                | 5  | 2                 | 3                | 5                |                  |                  |  |            |            |            |            |            |         |   |        |        |
|  | Mama Futsal San Marzano |                        |                  |                  |    | 2                 | 3                | 5                |                  |                  |  |            |            |            |            |            |         |   |        |        |
|  | Casagiove               | 1                      | 7                | 8                |    |                   |                  |                  |                  |                  |  |            |            |            |            |            |         |   |        |        |
|  | Casagiove               | 1                      | 7                | 8                |    |                   |                  |                  |                  |                  |  |            |            |            |            |            | Sulmona | 3 |        |        |
|  |                         |                        |                  |                  |    |                   |                  |                  |                  |                  |  |            |            |            |            |            |         | 3 |        |        |
|  |                         | Soverato Futsal        | 2                |                  |    |                   |                  |                  |                  |                  |  |            |            |            |            |            |         |   |        |        |
|  | Diaz Bisceglie (dts)    | Soverato Futsal        | 2                | 3                | 4  | 7                 |                  |                  |                  |                  |  |            |            |            |            |            |         |   |        |        |
|  | Diaz Bisceglie (dts)    |                        |                  | 3                | 4  | 7                 |                  |                  |                  |                  |  |            |            |            |            |            |         |   |        |        |
|  | Bernalda                | 4                      | 1                | 5                |    |                   |                  |                  |                  |                  |  |            |            |            |            |            |         |   |        |        |
|  | Bernalda                | 4                      | 1                | 5                |    | Diaz Bisceglie    | 1                | 3                | 4                |                  |  |            |            |            |            |            |         |   |        |        |
|  |                         |                        |                  |                  |    | Diaz Bisceglie    | 1                | 3                | 4                |                  |  |            |            |            |            |            |         |   |        |        |
|  |                         | Castellana             | 6                | 3                | 9  |                   |                  |                  |                  |                  |  |            |            |            |            |            |         |   |        |        |
|  | Castellana              | Castellana             | 6                | 3                | 9  | 3                 | 5                | 8                |                  |                  |  |            |            |            |            |            |         |   |        |        |
|  | Castellana              |                        |                  |                  |    | 3                 | 5                | 8                |                  |                  |  |            |            |            |            |            |         |   |        |        |
|  | Alta Futsal             | 1                      | 4                | 5                |    |                   |                  |                  |                  |                  |  |            |            |            |            |            |         |   |        |        |
|  | Alta Futsal             | 1                      | 4                | 5                |    |                   |                  |                  |                  |                  |  | Castellana | 6          | 4          | 10         |            |         |   |        |        |
|  |                         |                        |                  |                  |    |                   |                  |                  |                  |                  |  | Castellana | 6          | 4          | 10         |            |         |   |        |        |
|  |                         | Soverato Futsal        | 6                | 6                | 12 |                   |                  |                  |                  |                  |  |            |            |            |            |            |         |   |        |        |
|  | Mistral Carini          | Soverato Futsal        | 6                | 6                | 12 | 4                 | 4                | 8                |                  |                  |  |            |            |            |            |            |         |   |        |        |
|  | Mistral Carini          |                        |                  |                  |    | 4                 | 4                | 8                |                  |                  |  |            |            |            |            |            |         |   |        |        |
|  | Blingink Soverato       | 7                      | 4                | 11               |    |                   |                  |                  |                  |                  |  |            |            |            |            |            |         |   |        |        |
|  | Blingink Soverato       | 7                      | 4                | 11               |    | Blingink Soverato | 2                | 2                | 4                |                  |  |            |            |            |            |            |         |   |        |        |
|  |                         |                        |                  |                  |    | Blingink Soverato | 2                | 2                | 4                |                  |  |            |            |            |            |            |         |   |        |        |
|  |                         | Soverato Futsal        | 3                | 5                | 8  |                   |                  |                  |                  |                  |  |            |            |            |            |            |         |   |        |        |
|  | Soverato Futsal         | Soverato Futsal        | 3                | 5                | 8  | 5                 | 6                | 11               |                  |                  |  |            |            |            |            |            |         |   |        |        |
|  | Soverato Futsal         |                        |                  |                  |    | 5                 | 6                | 11               |                  |                  |  |            |            |            |            |            |         |   |        |        |
|  | Marsala Futsal          | 3                      | 4                | 7                |    |                   |                  |                  |                  |                  |  |            |            |            |            |            |         |   |        |        |

### Primo turno
Gli incontri del I turno si sono disputati con gare di andata il 20 aprile 2024 e con gara di ritorno il 27 aprile 2024 (eccezione fatta per Domus Bresso-Cardano '91, giocata il 23 aprile 2024), con ritorno in casa della squadra meglio classificata al termine della stagione regolare. In caso di parità nel computo totale al termine della gara di ritorno si sono svolti due tempi supplementari di 5 minuti. In caso di ulteriore parità è stata decretata vincente la squadra meglio classificata al termine della stagione regolare (coincidente con la squadra di casa).
| Squadra 1          | Totale | Squadra 2               | Andata | Ritorno     |
| ------------------ | ------ | ----------------------- | ------ | ----------- |
| VareseLaveno       | 8 - 7  | Energy Saving           | 3 - 2  | 5 - 5 (dts) |
| Cardano '91        | 9 - 7  | Domus Bresso            | 4 - 3  | 5 - 4 (dts) |
| Isola 5            | 7 - 5  | Atesina                 | 4 - 2  | 3 - 3 (dts) |
| Giorgione          | 8 - 3  | Bissuola                | 6 - 0  | 2 - 3       |
| Real Casalgrandese | 3 - 7  | Futsal Prato            | 2 - 4  | 1 - 3       |
| Mattagnanese BSL   | 9 - 10 | Boca Livorno            | 3 - 1  | 6 - 9       |
| Recanati           | 5 - 10 | Grifoni                 | 2 - 4  | 3 - 6       |
| Real Rieti         | 8 - 10 | CUS Ancona              | 4 - 3  | 4 - 7       |
| Cures              | 8 - 6  | Real Ciampino           | 5 - 2  | 3 - 4 (dts) |
| Conit Cisterna     | 7 - 10 | Atletico Grande Impero  | 6 - 5  | 1 - 5       |
| Terzigno           | 7 - 13 | Sulmona                 | 4 - 3  | 3 - 10      |
| Casagiove          | 8 - 5  | Mama Futsal San Marzano | 1 - 2  | 7 - 3       |
| Bernalda           | 5 - 7  | Diaz Bisceglie          | 4 - 3  | 1 - 4 (dts) |
| Alta Futsal        | 5 - 8  | Castellana              | 1 - 3  | 4 - 5       |
| Blingink Soverato  | 11 - 8 | Mistral Carini          | 7 - 4  | 4 - 4       |
| Marsala Futsal     | 7 - 11 | Soverato Futsal         | 3 - 5  | 4 - 6       |

### Secondo turno
Gli incontri del II turno si sono disputati con gare di andata il 4 maggio 2024 e con gara di ritorno l'11 maggio 2024, con ritorno in casa della squadra meglio classificata al termine della stagione regolare. In caso di parità nel computo totale al termine della gara di ritorno si sono svolti due tempi supplementari di 5 minuti. In caso di ulteriore parità è stata decretata vincente la squadra meglio classificata al termine della stagione regolare (coincidente con la squadra di casa).
| Squadra 1         | Totale | Squadra 2              | Andata | Ritorno     |
| ----------------- | ------ | ---------------------- | ------ | ----------- |
| VareseLaveno      | 5 - 9  | Cardano '91            | 1 - 3  | 4 - 6       |
| Isola 5           | 6 - 17 | Giorgione              | 3 - 9  | 3 - 8       |
| Boca Livorno      | 6 - 8  | Futsal Prato           | 3 - 3  | 3 - 5       |
| CUS Ancona        | 6 - 6  | Grifoni                | 4 - 2  | 2 - 4 (dts) |
| Cures             | 8 - 6  | Atletico Grande Impero | 4 - 4  | 4 - 2       |
| Casagiove         | 5 - 9  | Sulmona                | 4 - 3  | 1 - 6       |
| Castellana        | 9 - 4  | Diaz Bisceglie         | 6 - 1  | 3 - 3       |
| Blingink Soverato | 4 - 8  | Soverato Futsal        | 2 - 3  | 2 - 5       |

### Terzo turno
Gli incontri del III turno si sono disputati con gare di andata il 18 maggio 2024 e con gara di ritorno il 25 maggio 2024, con ritorno in casa della squadra determinata per sorteggio. In caso di parità nel computo totale al termine della gara di ritorno si sono svolti due tempi supplementari di 5 minuti. In caso di ulteriore parità si procederà con la disputa dei tiri di rigore.
| Squadra 1    | Totale  | Squadra 2       | Andata | Ritorno |
| ------------ | ------- | --------------- | ------ | ------- |
| Cardano '91  | 3 - 5   | Giorgione       | 2 - 1  | 1 - 4   |
| Futsal Prato | 4 - 5   | Grifoni         | 2 - 1  | 2 - 4   |
| Cures        | 7 - 9   | Sulmona         | 2 - 6  | 5 - 3   |
| Castellana   | 10 - 12 | Soverato Futsal | 6 - 6  | 4 - 6   |

### Quarto turno
Gli incontri del IV turno si sono disputati in gara secca nell'ambito delle Futsal Finals, presso il PalaCattani di Faenza, il 2 giugno 2024. In caso di parità nel computo totale al termine della gara di ritorno si sono svolti due tempi supplementari di 5 minuti. In caso di ulteriore parità si procederà con la disputa dei tiri di rigore. Le due squadre vincenti verranno promosse in Serie A2.
| Squadra 1       | Totale | Squadra 2 | Andata | Ritorno |
| --------------- | ------ | --------- | ------ | ------- |
| Giorgione       | -      | Grifoni   | -      | -       |
| Soverato Futsal | -      | Sulmona   | -      | -       |

| Faenza 2 giugno 2024, ore 18:00 | Giorgione | – | Grifoni | PalaCattani |

| Faenza 2 giugno 2024, ore 21:00 | Soverato Futsal | – | Sulmona | PalaCattani |

## Play-out

### Formula
Per decretare le ulteriori 2 squadre a retrocedere nei campionati regionali si sono disputati i play-out tra le società giunte al quartultimo posto di ciascun girone, eccezion fatta per il girone A, in cui partecipava la terzultima.

Entrambi i turni si svolgono con gare di andata e ritorno, con l'ordine delle sfide definito per sorteggio. Al termine delle sfide sarà dichiarata vincente la squadra che avrà realizzato il maggior numero di reti; in caso di parità gli arbitri della gara faranno disputare due tempi supplementari di 5'; in caso di ulteriore parità si procederà all'effettuazione dei tiri di rigore.
Le società vincenti il primo turno saranno salve, mentre le perdenti passeranno al secondo turno, le quali perdenti verranno retrocesse nei campionati regionali.

### Tabellone gironi A-B-C-D
|  | Semifinali | Semifinali    | Semifinali | Semifinali | Semifinali |  |  | Finale        | Finale        | Finale | Finale | Finale |  |
|  |            |               |            |            |            |  |  |               |               |        |        |        |  |
|  | A          | Castellamonte | 2          | 4          | 6          |  |  |               |               |        |        |        |  |
|  | B          | Monastir      | 4          | 4          | 8          |  |  | Castellamonte | Castellamonte | 4      | 4      | 8      |  |
|  | C          | Arpi Nova     | 2          | 6          | 8          |  |  | Arpi Nova     | Arpi Nova     | 8      | 3      | 11     |  |
|  | D          | CUS Macerata  | 5          | 9          | 14         |  |  |               |               |        |        |        |  |

### Tabellone gironi E-F-G-H
|  | Semifinali | Semifinali       | Semifinali | Semifinali | Semifinali |  |  | Finale           | Finale           | Finale | Finale | Finale |  |
|  |            |                  |            |            |            |  |  |                  |                  |        |        |        |  |
|  | E          | United Pomezia   | 5          | 6          | 11         |  |  |                  |                  |        |        |        |  |
|  | F          | Leoni Acerra     | 4          | 3          | 7          |  |  | Leoni Acerra     | Leoni Acerra     | 6      | 7      | 13     |  |
|  | G          | Futsal Noci 2019 | 1          | 3          | 4          |  |  | Futsal Noci 2019 | Futsal Noci 2019 | 2      | 5      | 7      |  |
|  | H          | Villaurea        | 7          | 3          | 10         |  |  |                  |                  |        |        |        |  |

### I turno
Le gare del I turno si giocavano con andata il 27 aprile 2024 (eccezione fatta per Monastir Kosmoto-Castellamonte, giocata il 2 maggio 2024) e ritorno il 4 maggio 2024, con ordine delle gare definito per sorteggio. Al termine della gara di ritorno è stata dichiarata vincente la squadra che avrà realizzato il maggior numero di reti; in caso di parità gli arbitri della gara faranno disputare due tempi supplementari di 5'; qualora la parità persistesse si procederà all'effettuazione dei tiri di rigore. Le società vincenti manterranno il diritto di iscrizione in Serie B 2024-2025, mentre le altre avanzeranno al secondo turno.
| Squadra 1    | Totale | Squadra 2        | Andata | Ritorno |
| ------------ | ------ | ---------------- | ------ | ------- |
| Monastir     | 8 - 6  | Castellamonte    | 4 - 2  | 4 - 4   |
| Arpi Nova    | 8 - 14 | CUS Macerata     | 2 - 5  | 6 - 9   |
| Leoni Acerra | 7 - 11 | United Pomezia   | 4 - 5  | 3 - 6   |
| Villaurea    | 10 - 4 | Futsal Noci 2019 | 7 - 1  | 3 - 3   |

### II turno
Le gare del II turno si giocavano con andata l'11 maggio 2024 e ritorno il 18 maggio 2024, con ordine delle gare definito per sorteggio. Al termine della gara di ritorno è stata dichiarata vincente la squadra che avrà realizzato il maggior numero di reti; in caso di parità gli arbitri della gara faranno disputare due tempi supplementari di 5'; qualora la parità persistesse si procederà all'effettuazione dei tiri di rigore. Le società vincenti mantenevano il diritto di iscrizione in Serie B 2024-2025, mentre le altre retrocedevano nei campionati regionali.
| Squadra 1        | Totale | Squadra 2     | Andata | Ritorno |
| ---------------- | ------ | ------------- | ------ | ------- |
| Arpi Nova        | 11 - 8 | Castellamonte | 8 - 4  | 3 - 4   |
| Futsal Noci 2019 | 7 - 13 | Leoni Acerra  | 2 - 6  | 5 - 7   |